# Зегарт, Шелли
Шелли Зегарт (англ. Shelly Zegart; 1941 — 22 июля 2025) — американская художница.

## Биография
Зегарт родилась в Западной Пенсильвании в 1941 году. Зегарт переехала с семьёй в Луисвилл, штат Кентукки. Любовь Зегарт к квилтингу началась в 1970-х годах. С тех пор она была коллекционером квилтов, лектором, куратором выставок и даже автором книг по всем аспектам эстетики и истории квилтов. У Зегарт была личная коллекция одеял XIX и XX веков. Зегарт пользовалась популярностью среди японских и других международных поклонников.
Темы её лекций включали «Лоскутные одеяла как женское искусство», «Политические лоскутные одеяла» и «Заблуждения и реальность в мире старинных лоскутных одеял». Первым международным проектом Зегарт стала выставка кентуккийских квилтов, организованная в 1987 году для Женского комитета Национального фонда Австралии в Сиднее.
Шелли Зегарт была одним из основателей проекта «Кентуккийское лоскутное шитьё» — первого общегосударственного проекта по документации лоскутного шитья в США. Таким образом, она стала пионером в области документирования квилтинга в Соединённых Штатах. Книга Зегарт «Американские коллекции лоскутных одеял: шедевры старинных лоскутных одеял» была опубликована в издательстве Nihon Vogue в Токио (1998). В последние годы своей жизни она была исполнительным продюсером и ведущей документального сериала «Почему квилты важны: история, искусство и политика». Сериал транслировался на общественных телеканалах по всей территории Соединённых Штатов Америки.
Зегарт умерла 22 июля 2025 года в возрасте 84 лет.